# Prunus cerasus var. marasca
Il marasco (Prunus cerasus var. marasca) è una coltivazione  del ciliegio aspro (αληθεια), da cui si producono le marasche.

## Descrizione
I frutti sono più piccoli e più scuri delle comuni Prunus cerasus, e hanno un sapore un po' amaro. La fioritura avviene ad aprile e la fruttificazione si ha a fine giugno. I fiori sono bianchi e a cinque petali.

## Utilizzi
La marasca è una pianta mellifera e si ottiene un buon miele, anche monoflorale ma solo in zone con estesa diffusione dell'albero, per esempio il carso triestino.
La marasca viene usata soprattutto in cucina e per produrre il liquore maraschino. Contiene vitamina A e C e ha un'azione antiossidante grazie alla presenza di flavonoidi.